# آق‌قلعه (بام و صفی‌آباد)
آق‌قلعه، روستایی در دهستان بام بخش بام شهرستان بام و صفی‌آباد در استان خراسان شمالی ایران است.

## مردم‌شناسی
اهالی روستا همه ترک‌زبان و از قوم ترک هستند.

## ضرب‌المثل‌ها
اَتی کسسن سومکه کسمس: گوشت رو ببره استخوان را نمیبره
غویون ارخاسینه بوراخماس: گوسفند گله شو ول نمیکنه
چوپان ییرگی ایستسن تکَدن سود ساقی: چوپان اگه دلش بخواد از بز نر هم شیر میدوشه
کونه سامان لاری سواورما: کاه کهنه رو باد نده

## بازی محلی
+باغلان جوجه
+داغ کردن سنگ در شب و پرت کردنش که یابنده برنده می‌شد.
+ چوکلوک گن

## پوشش گیاهی
مناطقی با نام‌های: بِستان _ قاراداش
-کلپسه خنه - دوقور دره - قارقا کمر-
زیرگین گونو - کوسه - یاییلاق - شمشاد دره - سایل دره - ایری دره - کاتوان تخته سه - چوقور حیاط - توکنجیک -گوزل قری و …
پوشش شامل: یونجه، کاکوتی، شبدر، جرن اورچسی، پونه، کامی، گندم، نخود، عدس، لوبیا، زیره و…
درخت: زردآلو، بادام، گردو، آلو، سیب، انگور و…

## غذاهای محلی
قورتو
چلپک لواج کمج
شوربا
سوییشکنه
کچین
اوخالاما
قلیف
دنیگ
بولاماق
کشته له قورتو

## جمعیت
بر پایه سرشماری عمومی نفوس و مسکن در سال ۱۳۹۵، جمعیت این روستا برابر با ۲۱۹ نفر (۷۷ خانوار) بوده‌است.